# J+1
J+1 est une émission de télévision française diffusée sur Canal+ présentée par Nicolas Tourriol, avec Laurie Delhostal et Julien Cazarre. Ce programme propose un retour sur un ton décalé sur la journée du week-end de Ligue 1.
Depuis le 28 août 2016, l'émission est en direct le dimanche soir à 23h05 après le match de Ligue 1, à la place de L'Équipe du dimanche.
L'émission reçoit un invité chaque semaine pour parler de son actualité et de la Ligue 1.

## Équipe

### Saison 2013-2014
- Stéphane Guy : animateur
- Romain Del Bello : co-animateur
- Frédéric Antonetti : consultant
- Julien Cazarre : chroniqueur humoriste
- Pierre Desmarest : chroniqueur

### Saison 2014-2015
- Stéphane Guy : animateur
- Romain Del Bello : co-animateur
- Frédéric Hantz : consultant
- Julien Cazarre : chroniqueur humoriste
- Olivier Rouyer : consultant (1re et 3e émission)
- Éric Carrière : consultant
- Laurent Paganelli : consultant
- José Anigo : consultant
- Pierre Desmarest : chroniqueur

### Saison 2015-2016
- Stéphane Guy : animateur
- Marina Lorenzo : co-animatrice
- Julien Cazarre : chroniqueur humoriste
- Pierre Desmarest : chroniqueur
- Pascal Dupraz : consultant
- Éric Carrière: consultant
- Djibril Cissé : chroniqueur
- Habib Beye : consultant

### Saison 2016-2017
- Nicolas Tourriol : animateur
- Marina Lorenzo : co-animatrice
- Julien Cazarre : chroniqueur humoriste
- Éric Carrière : consultant
- Paul Le Guen : consultant
- Hubert Fournier : consultant
- Mickaël Madar : consultant
- Pierre Desmarest : chroniqueur

### Saison 2017-2018
- Nicolas Tourriol : animateur
- Marina Lorenzo : co-animatrice
- Julien Cazarre : chroniqueur humoriste
- Mickaël Madar : consultant
- Éric Carrière : consultant
- Pierre Desmarest : chroniqueur

### Saison 2018-2019
- Nicolas Tourriol : animateur
- Laurie Delhostal : co-animatrice
- Julien Cazarre : chroniqueur humoriste
- Pierre Desmarest : chroniqueur
- Mickaël Madar : consultant
- Sidney Govou : consultant
- Rémy Vercoutre : consultant
- Jean-Luc Arribart : consultant

## Rubriques
- Bande de confs
- Version Originale
- L'interview de l'invité
- La palette du consultant
- L'ado de J+1
- 45" Chrono
- La rubrique de Julien Cazarre

### Ancienne rubriques
- L’édito de Stéphane Guy
- Le film du dimanche soir
- TwittoFoot

## Audiences
- Le dimanche 22 octobre 2017, le match OM-PSG (2-2) a permis à l'émission d'enregistrer un record d'audience s'élevant à 303 000 téléspectateurs[4].